# Birkdale
Birkdale – wieś w Anglii, w hrabstwie ceremonialnym Merseyside, w dystrykcie metropolitalnym Sefton. Leży 26 km na północ od centrum Liverpool i 307 km na północny zachód od Londynu. W 2001 miejscowość liczyła 12 265 mieszkańców.